# Beiträge zur Heimatgeschichte von Karl-Marx-Stadt
Die Beiträge zur Heimatgeschichte von Karl-Marx-Stadt, bis zur Umbenennung von Chemnitz in Karl-Marx-Stadt im Jahre 1953 Beiträge zur Heimatgeschichte von Chemnitz, war eine Publikationsreihe des Stadtarchivs von Chemnitz, die ab 1952 in unregelmäßiger Folge erschien und 1988 mit der Nr. 30 das Erscheinen einstellte. Initiator der Reihe war Rudolph Strauß, der damit eine damals für Stadtarchive der DDR einmalige Reihe ins Leben rief, die eine Folge ähnlicher Publikationen anderer Stadtarchive nach sich zog.

## Auflistung der Bände
- 1. Beiträge zur Heimatgeschichte von Chemnitz, Chemnitz, 1952
- 2. Rudolph Strauß: Hundert Jahre Eisenbahn in Chemnitz (mit 24 Bildern und Plänen), Chemnitz, 1952
- 3. Beiträge zur Heimatgeschichte von Karl-Marx-Stadt, Karl-Marx-Stadt, 1954
- 4. Das Wirtschaftsleben in Chemnitz zur Zeit des Dr. Georgius Agricola (mit 12 Bildern und Plänen); Rudolph Strauß: Das Deutsche Reich und die wettinischen Lande zur Zeit des großen Humanisten Dr. Georgius Agricola; Arno Kunze: Die Entwicklung der Produktiovkräfte und Produktionsverhältnisse in Chemnitz in der ersten Hälfte des 16. Jahrhunderts, unter besonderer Berücksichtigung der Einflüsse des oberdeutschen Handelskapitals; Erich Wild: Chemnitz und seine weitere Umgebung in der sächsischen Wirtschaftsgeschichte des 16. Jahrhunderts auf Grund der Geleitsrechnung; Karl Steinmüller: Die Chemnitzer Familie Neefe und ihre Beziehungen zur Zwickauer Tuchmacherei – Ein Beitrag zur Geschichte des Fernhandels im 16. Jahrhundert, Karl-Marx-Stadt, 1955
- 5. Rudolph Strauß: Dr. Georgius Agricola in Chemnitz. Forschungsergebnisse aus dem Stadtarchiv Karl-Marx-Stadt (mit 11 Abbildungen), Karl-Marx-Stadt, 1955
- 6. Paul Happach: „Kempnitz“ zur Zeit Dr. Georg Agricolas. Forschungsergebnisse aus dem Stadtarchiv Karl-Marx-Stadt (mit 14 Bildern), Karl-Marx-Stadt, 1955
- 7. Arno Kunze: Der Frühkapitalismus in Chemnitz, Karl-Marx-Stadt, 1958
- 8. Gerhard Müller, Rudolph Strauß: Chronik von Karl-Marx-Stadt. Das Jahr 1948, Karl-Marx-Stadt, 1959
- 9. Josef Müller: Zur Geschichte der Herrschaft und Burg Rabenstein, Karl-Marx-Stadt, 1961
- 10. Herbert Stöbe: Der große Streik der Chemnitzer Metallarbeiter zur Durchsetzung des Zehnstundentages im Jahre 1871, Karl-Marx-Stadt, 1962
- 11. Rudolph Strauß: Der Polizeipräsident berichtet – Ein Polizeibericht über die Arbeiterbewegung in Chemnitz am Vorabend des ersten Weltkrieges, Karl-Marx-Stadt, 1962
- 12. Rudolph Strauß (Hg.): Zur Frühgeschichte von Chemnitz/Karl-Marx-Stadt (mit zahlreichen Abbildungen), Karl-Marx-Stadt 1965. Enthält folgende Beiträge: Heinz-Joachim Vogt: Die ältesten mittelalterlichen Siedlungsreste aus dem Stadtkern von Karl-Marx-Stadt; H. W. Melchelk: Probleme zur hochmittelalterlichen Keramik; Johannes Leipoldt: Die Entstehung von Chemnitz (seit 1953 Karl-Marx-Stadt); Max Weigel: Vergleichende Übersichten der Häuser und ihrer Besitzer innerhalb des Mauerringes von Chemnitz in den Jahren 1466 bis 1557; Gerhard Krönert: Der Porphyrtuff als Baustein im alten Chemnitz und die Geschichte der Steinarbeiter aus dem Zeisigwald; Siegfried Börtitz: Die alten Bergkeller im Stadtgebiet von Karl-Marx-Stadt; Ernst Barth: Bibliographie zur Geschichte von Karl-Marx-Stadt bzw. Chemnitz 1945 bis 1964.
- 13. Aus der Wirtschafts- und Rechtsgeschichte von Chemnitz, Karl-Marx-Stadt, 1965. Enthält folgende Beiträge: Arno Kunze: Vom Frühkapitalismus zur industriellen Revolution; Ernst Barth: Die Entwicklung von Karl-Marx-Stadt zur Industriemetropole; Herbert Dietze, Johannes Leipold: Vom alten Gerichtswesen in den Dörfern des Stadtkreises Karl-Marx-Stadt.
- 14. Rudolph Strauß: Die Gründung der SED in Chemnitz, Karl-Marx-Stadt, 1966
- 15. Rudolph Strauß: Die Lebensverhältnisse der Chemnitzer Arbeiter gegen Ende des 19. Jahrhunderts – Einführung und ausgewählte Quellenstücke mit 18 zeitgenössischen Abbildungen und Aribert Kraus: Zur Bedeutung Georg Agricolas für die Geschichte der Technik (mit 15 zeitgenössischen Abbildungen), Karl-Marx-Stadt, 1967
- 16. Ernst Barth: Auswahlbibliographie der Jahre 1945 bis 1967 zur Geschichte von Karl-Marx-Stadt bis 10. Mai 1953, 1968
- 17. Hans-Joachim Schröter: Die Entwicklung der Wirtschaft im Bezirk Karl-Marx-Stadt. Ein Beitrag zum 20. Jahrestag der DDR, 1969
- 18. Rudolph Strauß, Siegfried Becker und Rudolph Strauß: Die unmittelbaren Auswirkungen der Großen Sozialistischen Oktoberrevolution auf die Arbeiterbewegung in Chemnitz, 1971
- 19. Beiträge zur Heimatgeschichte von Karl-Marx-Stadt, 1972
- 21. Beiträge zur Heimatgeschichte von Karl-Marx-Stadt, 1976
- 22. Beiträge zur Heimatgeschichte von Karl-Marx-Stadt, 1978
- 23. Hans-Joachim Schröter: Zur Einheit von Wirtschafts- und Sozialpolitik, 1979
- 24. Kurt Ludwig: Zu Problemen der Konstituierung des Proletariats, 1980
- 25. Ernst Hofmann: Die Entwicklung der Arbeiterbewegung in Chemnitz zwischen 1862 und 1866. Eine Studie zu Triebkräften, Handlungsmotiven und Erfahrungen im Prozeß der politisch-ideologischen Konstituierung des Proletariats, 1982
- 26. Karl-Marx-Stadt 1953, 1983
- 27. Ernst Barth: Rudolph Strauss zum 80. Geburtstag, 1984
- 28. Beiträge zur Heimatgeschichte von Karl-Marx-Stadt, 1986. Darin: Frieder Jentsch und Lothar Riedel: Schmucksteingewinnung in Rottluff-Altendorf. Ein Beitrag zur Geologie, zum Bergbau und zur Stadtgeschichte von Karl-Marx-Stadt.
- 29. Beiträge zur Heimatgeschichte von Karl-Marx-Stadt, 1987
- 30. Dokumente zur Stadtgeschichte 8. Mai 1945 bis 30. Juni 1946, 1988[1]